# Carrie Rebora Barratt
Carrie Rebora Barratt (Chicago, 9 de abril de 1959) es una historiadora de arte estadounidense especializada en arte de los Estados Unidos, gestión de arte y museos. Trabajó en estos ámbitos de actividad en Nueva York desde la década de 1980. Trabajó como comisaria de pinturas y esculturas americanas (1989–2009) y gerente del Centro Henry Luce dedicado al Estudio del Arte Americano (1989–2009) en el Museo Metropolitano de Arte. Ha sido directora ejecutiva, junto al Presidente William C. Steere, del Jardín Botánico de Nueva York desde 2018, tras haber sido comisaria y administradora, durante más de treinta años, en el Museo Metropolitano de Arte.

## Trayectoria
Barratt nació en Chicago y estudió una licenciatura en historia del arte y arquitectura en la Universidad de Illinois en Chicago. Realizó un máster en historia del arte de la Universidad de California, Los Ángeles, y un doctorado en historia del arte en la Universidad de Nueva York.
Comenzó a trabajar en el Museo Metropolitano de Arte en 1984 con unas prácticas en verano. Después, consiguió una beca Chester Dale en 1987 y una beca Andrew W. Mellon en 1988 para escribir su tesis doctoral. Barratt fue comisaria de pinturas y esculturas americanas (2001–2009) y gerente del Centro Henry R. Luce para el Estudio del Arte Americano (1989–2009). En 2009 fue nombrada Directora Adjunta de Colecciones y Administración en el Museo Metropolitano de Arte, puesto que ocupó hasta 2018.
El 1 de julio de 2018, Barratt se convirtió en el CEO y Presidenta del Jardín Botánico de Nueva York, la novena persona y la primera mujer en ocupar la presidencia de esta institución.

## Publicaciones
- Acuarelas de Jasper Cropsey: Catálogo y ensayo, Academia Nacional de Diseño (Nueva York, NY), 1985.
- El arte de Henry Inman, National Portrait Gallery, Smithsonian Institution (Washington, DC), 1987.
- John Singleton Copley en América, Metropolitan Museum of Art (Nueva York, NY), 1995.
- John Singleton Copley y Margaret Kemble Gage: Moda turca en la América del siglo XVIII, Fundación Putnam (San Diego, CA), 1998.
- Queen Victoria y Thomas Sully, Princeton University Press (Princeton, NJ), 2000.
- Gilbert Stuart, Yale University Press (New Haven, CT), 2004.